# 波斯小麦
波斯小麦（学名：Triticum turgidum var. carthlicum）为禾本科小麦属下的一个变种。